# Museo de Cabangu

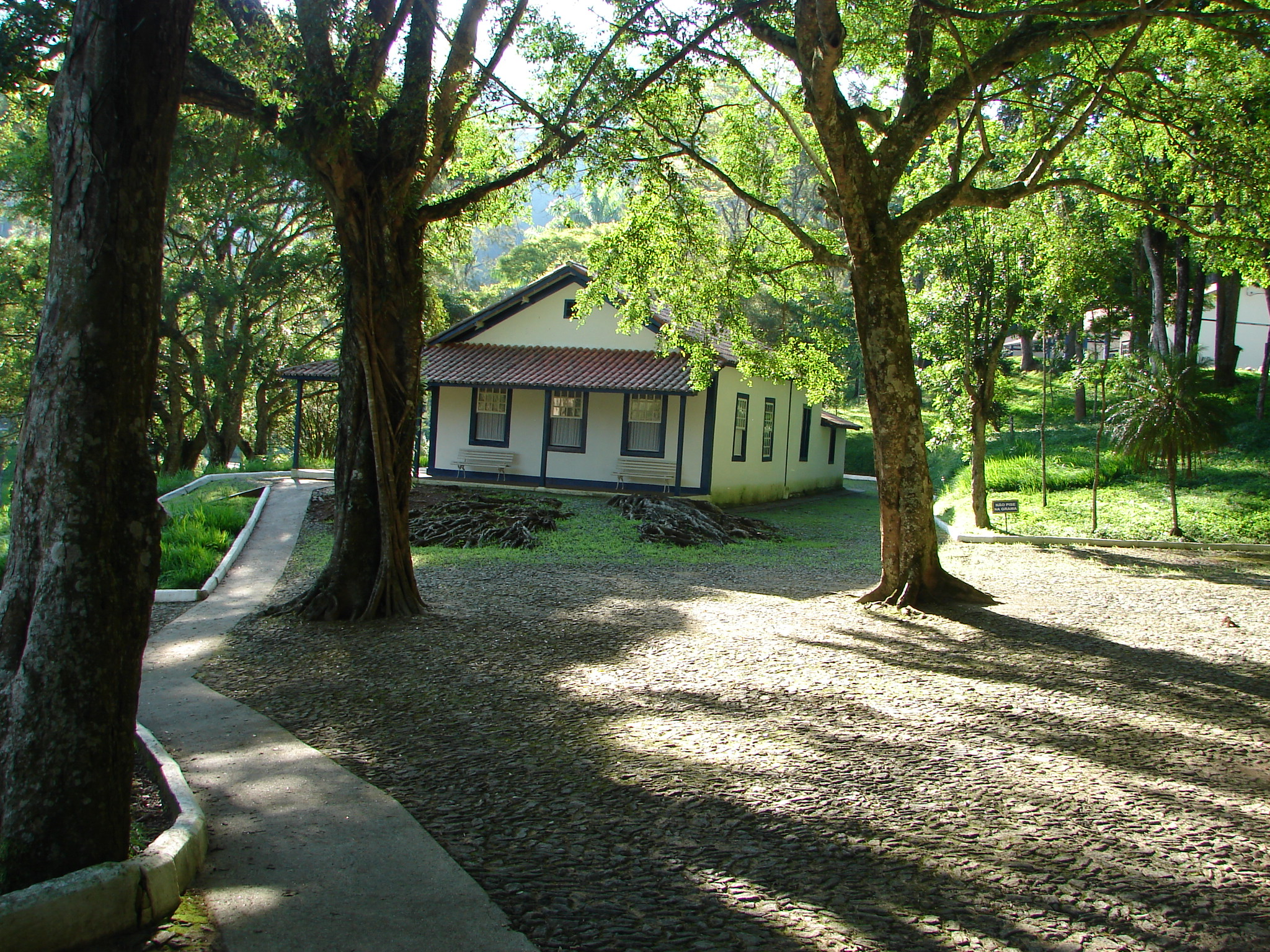
Lugar de nacimiento de Alberto Santos Dumont.

El Museo de Cabangu es un museo brasileño, situado a 16 km del centro de Santos Dumont, en el estado de Minas Gerais. Está dedicado a la memoria de Santos Dumont, el padre de la aviación.
También se conserva el lugar donde nació el niño Alberto Santos Dumont, el lugar de nacimiento, objetos personales, fotos y el museo de la aviación.
- Datos: Q5666625
- Multimedia: Museu de Cabangu / Q5666625